# 六墩镇
六墩乡，是中华人民共和国甘肃省酒泉市玉门市下辖的一个乡镇级行政单位。

## 行政区划
六墩乡下辖以下地区：
柳北村、昌河村和安康村。